# Тайские воздушные змеи

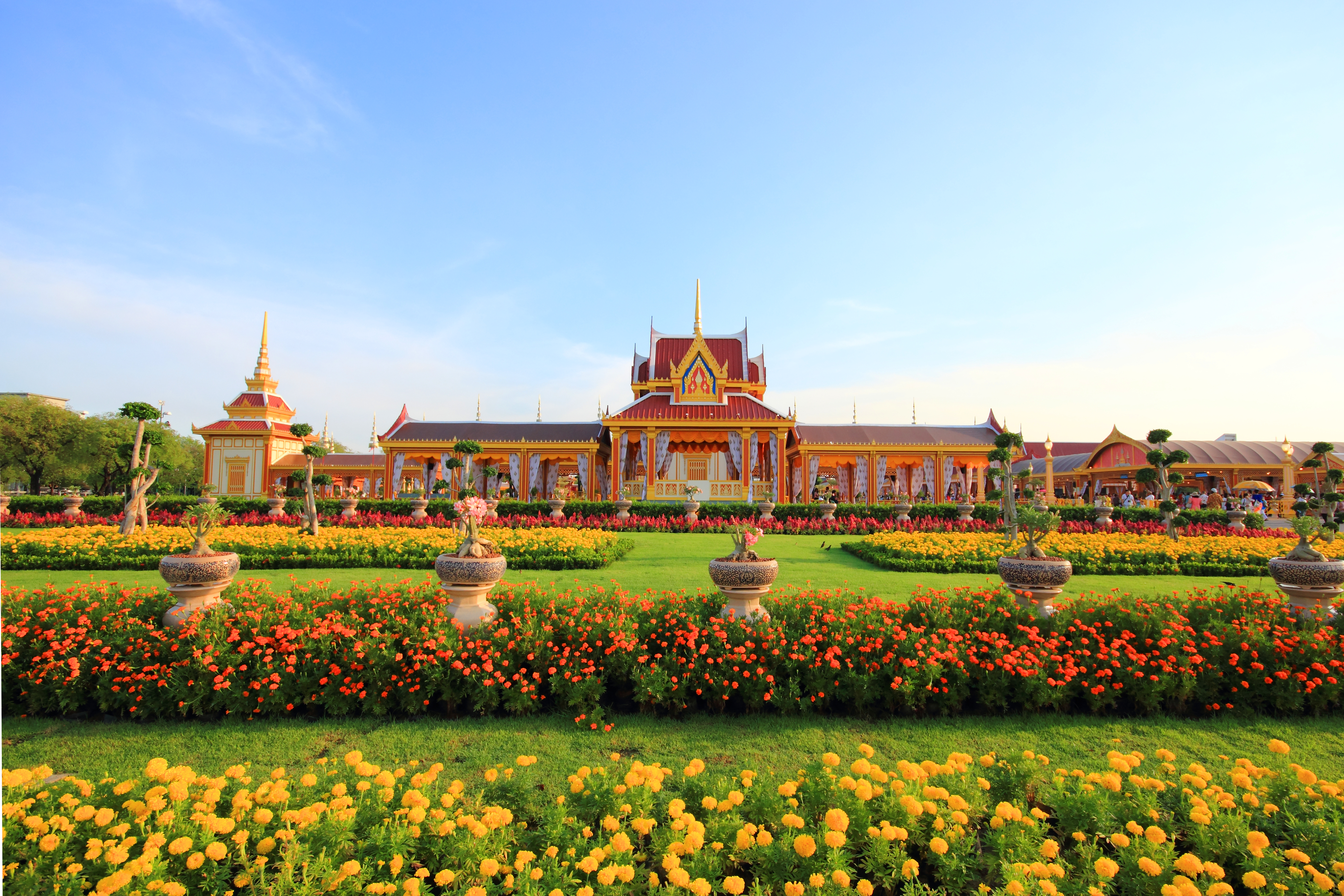
Площадь Санам Луанг

Тайские воздушные змеи популярны в тайском обществе. Увлечение воздушными змеями в Таиланде идет со времен царства Сукхотаи и Аютии. В Аютии увлечение стало настолько массовым, что в 1358 году был издан указ, запрещающий запускать воздушных змеев над королевским дворцом.
Бои воздушных змеев были любимым занятием и правителей государства. Каждый правитель имел своего воздушного змея, который оберегал его от злых духов. Любил запускать воздушных змеев и король Рама II. При короле Раме IV запуск змеев стал популярным видом спорта. Известным местом для запусков змеев было овальная площадь Санам Луанг перед Королевским дворцом в Бангкоке. Здесь пускали змеев еще с 1855 года.
При Короле Рама V стали проводиться соревнования воздушных змеев, а в 1906 году в дворце Дусит состоялись соревнования на королевский кубок. На соревнованиях присутствовал сам Король с членами его семьи. Соревнования в Сиаме проводились и после Второй мировой войны. В 1989 году Министерство туризма Таиланда организовало первый международный Таиландский фестиваль по запуску змеев.
Тайские змеи интересны свое конструкцией и возможностями управления. Их часто делают в виде птиц, рыб, лиц людей или змей. Длина змеев обычно не превышает 90 см.

## Типы тайских змеев
Существуют разные виды тайских воздушных змеев, но наиболее популярны: E-лум, Пакпао, Чула и Дуй-дуй.
- E-лум (тайский: อีลุ้ม) змей имеет форму ромбоэдра. Таких змеи делают из бамбука и тонкой бумаги, которую приклеивают в бамбуковым палочкам. К концу змея привязывают кисточку, которая делает его полет более устойчивым.
- Пакпао (тайский: ปักเป้า) змей похож на E-лум, но его конструкция выполнена прочнее. Его хвост длиннее, что важно для устойчивости полета, а размеры меньше. Змея Пакпао часто делают в виде животного. Длина воздушного змея составляет около 75, а высота — 88 сантиметров. Преимущество змея заключается в его исключительной манёвренности. Кроме того, у нее имеется собственное оружие — петля, которая служит для захвата змея противника. Змей Пакпао считается «женским» змеем.
- Чула (тайский: จุฬา) змей делается в форме пятилучевой звезды из пяти бамбуковых палочек. Самая длинная называется «Печ май» (тайск: เพ ร ช ไม้). Она формирует ось змея, а боковые палочки формируют его крылья. Растяжка рамы выполняется из нитей, покрытых бумагой Сар (тайск: กระดาษสา)[3]. Змей Чула имеет большие размеры. Его длина — около 195 см а высота — около 254 см. Змей Чула считается «мужским» змеем. На хвосте змея находится несколько бамбуковых «колючек» для ловли «женских» змеев.
- Дуй-дуй (тайский: ดุ้ ย ดุ่ย). Конструкция воздушного змея Дуй-дуй очень похожа на конструкцию змея Чула, однако его форма несколько отличается от других воздушных змеев. На вершине змея есть большой овал, а у середины — маленький овал. Два хвоста имеют форму прямоугольника. Таких змеев делают из дерева Вай (тайский: ไม้ หวาย). Когда на змея дует ветер, он издает звук, напоминающий слова «дуй-дуй»[4].

Для традиционных соревнований используются в основном змеи Чула и Пакпао. Змеи Пакпао, имеющие меньшие размеры, более маневренны, но менее устойчивы в полёте.
Для запуска змеев в Таиланде используется специальная веревка. Её делают из коры дерева Бан. Кора дерева сначала в течение двух недель вымачивается, затем её отбывают деревянным молотком и расчесывают. Из полученных волокон вручную плетут веревку. Длина веревки для «женского» змея — около 100 метров, а для «мужского» — до 300 метров.

## Соревнования между Чула и Пакпао
Популярные в Таиланде соревнования змеев Чула и Папао проводятся две недели, обычно в апреле. Раньше они проводились весной до двух месяцев. В соревнованиях участвуют две команды. Одна запускает Чула змеев, друга — змеев Пакпао. Поскольку Чула змеи имеют большие размеры, то, для справедливости, команда со змеями Чула должна соревноваться, по крайней мере, с двумя командами, запускающими змеев Пакпао. Соверенование с двумя раундами занимает около 90 минут. Соревнования проходят на поле, разделённом веревкой на две части. Побеждает та команда, которая затащит летающего змея противника в свой сектор.